# Barra do Ribeiro
Barra do Ribeiro è un comune del Brasile nello Stato del Rio Grande do Sul, parte della mesoregione Metropolitana de Porto Alegre e della microregione di Camaquã.